# يوشو
ولاية يوشو التبتية ذاتية الحكم هي ولاية ذاتية الحكم قي شانغهاي، الصين. يسكنها إلى حد كبير سكان التبت.

## المساحة
تبلغ مساحة المقاطعة 188794 كيلومتراً مربعاً وعاصمتها جييغو في محافظة يوشو، والتي هي مكان لتجارة التبت القديمة.
المصدر الرسمي للنهر الأصفر يقع ضمن المحافظة. ومن الناحية التاريخية، هذه المنطقة تابعة لثقافة الخام في شرق التبت.

## الزلزال
في 14 أبريل 2010، ضرب زلزال يوشو وسجلت قوته 6.9 بمقياس ريختر (الماسح الجيولوجي الأمريكي, EMSC) (هيئة المسح الجيولوجي الأمريكية، EMSC) أو 7.1  (شينخوا). نشأ الزلزال في ولاية يوشو التبتية ذاتية الحكم وشانغهاي في 7:49 صباحاً بالتوقيت المحلي 

## المصادر

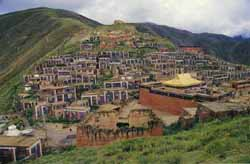
الدير الرئيسي في يوشو